# Lagkadia (Arcadia)
Lagkadia  este un oraș în Grecia în Prefectura Arcadia.